# دم‌سرخ موسیه

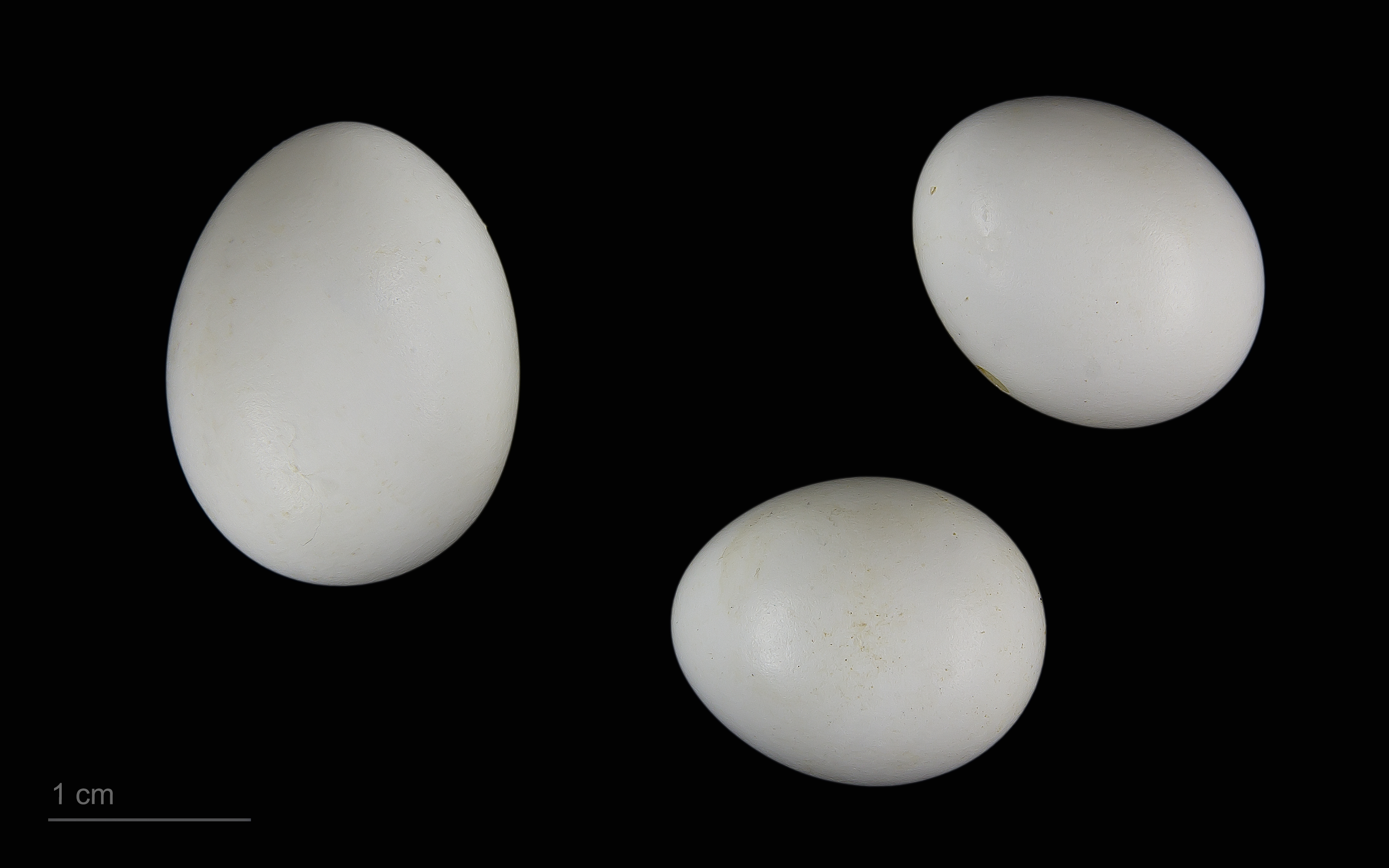
Cuculus canorus bangsi + Phoenicurus moussieri

دم‌سرخ موسیه (نام علمی: Phoenicurus moussieri) نام یک گونه از تیره مگس‌گیران است.